# Горин-Галкин, Владимир Филиппович
Влади́мир Фили́ппович Го́рин-Га́лкин (настоящая фамилия — Галкин, 22 января 1861 года, Могилёв, Российская империя — 22 июля 1925) — российский революционер, публицист, автор книги по марксистской философии. Первоначально — народоволец, впоследствии присоединился к социал-демократам. Делегат II съезда Российской социал-демократической рабочей партии (РСДРП). После раскола в РСДРП — большевик. После Октябрьской революции — на военно-политической и научно-педагогической работе.

## Биография
Родился 22 января 1861 года в Могилёве. С начала 1880-х годов участвовал в революционном движении. В 1882 году исключён из Харьковского ветеринарного института за участие в студенческих волнениях. Занимался созданием кружков народовольцев в Симферополе и Одессе. В 1887 году арестован за принадлежность к Южной народовольческой организации. В 1888 году сослан по народовольческому делу «61» в Якутию, где провёл более 10 лет, занимаясь философией, логикой и психологией. Во время нахождения в ссылке отошёл от народовольчества и перешёл на социал-демократические позиции.
В 1901 году участвовал в создании Сибирского социал-демократического союза. В 1902—1903 годах — член Саратовского комитета РСДРП. Принимал участие в деятельности социал-демократических организаций в Ростове-на-Дону, Баку, Тифлисе и Кутаисе, сотрудничал в марксистской газете «Искра».
В июле — августе 1903 года был одним двух представителей Саратовского комитета на II съезде РСДРП. В протоколах собрания фигурирует под псевдонимами «Горин» и «Сиротинин». На съезде поддерживал политическую линию Владимира Ленина. Впоследствии участвовал в женевских совещаниях группы делегатов съезда из большинства (Владимир Ленин, Георгий Плеханов, Надежда Крупская, Пётр Красиков, Сергей Гусев, Владимир Горин-Галкин, Леонид Виленский).
Оставшись за границей, участвовал в противостоянии меньшевизму, поддерживал Ленина в борьбе с ликвидаторами и отзовистами. Также принимал участие в деятельности эмигрантских большевистских организаций, был связан с представителями крайне левого крыла Социал-демократической партии Германии Карлом Либкнехтом и Розой Люксембург.
В 1907—1912 годах встречался в Женеве с Лениным и Плехановым, выступал с рефератами, направленными против махистов. В 1909 году Ленин подарил Горину-Галкину экземпляр своей книги «Материализм и эмпириокритицизм» с дарственной надписью «Дорогому — от благодарного за указания и советы автора».
В августе 1910 года увидел свет философский труд Горина-Галкина «Долой материализм! (Критика эмпириокритической критики)», изданный под псевдонимом «Н. Грабовский» (в память о поэте-революционере Павле Грабовском). Автор рассматривал марксистскую философию как систему общих положений, гипотетически принимаемых в качестве основы всякого научного познания. Материализм трактовался Гориным-Галкиным как учение о «принципиальной однородности всех качеств природы», которая воспринимается как ряд «ступеней одного универсального качества…». Согласно автору, служебная роль в этом сведении мира к единому материальному качеству, трактуемому как энергия, принадлежит диалектике, которая не желает «видеть иной разницы между всеми качествами мира, кроме разницы количественной».
Вопреки ожиданиям Горина-Галкина, книга «Долой материализм! (Критика эмпириокритической критики)» осталась почти незамеченной и не принесла ему известности. По слухам, дошедшим до автора, Ленин якобы говорил: «Я этой книги не рекомендую», «не советую читать». С другой стороны, революционер и публицист Анатолий Дивильковский впоследствии вспоминал о положительной реакции Плеханова на работу Горина-Галкина: «Из личного знакомства с Плехановым я знаю, что Г. В. с величайшим уважением отзывался об этом труде и о самом В. Ф. Горине как теоретике».
После Февральской революции Горин-Галкин вернулся в Россию. С августа 1917 года работал в Петроградском комитете РСДРП(б). В составе Военно-революционного комитета (ВРК) принимал участие в подготовке Октябрьского вооружённого восстания. После Октябрьской революции был одним из организаторов Народного комиссариата по иностранным делам (НКИД) в Москве.
В 1918—1920 годах — на руководящей военно-политической работе в Рабоче-крестьянской Красной армии (РККА). С 1920 года работал в системе Всевобуча.
В последние годы находился в доме ветеранов имени Ильича и занимался исключительно литературным трудом. Скончался 22 июля 1925 года, похоронен на Новодевичьем кладбище.

## Комментарии
1. ↑  Наряду с Мартыном Лядовым (настоящая фамилия Мандельштам, в документах II съезда — Лядов или Лидин).
2. ↑  Книга состоит из двух этюдов — «I. Введение к критике эмпириокритической критики (материалистическая теория познания)» и «II. Философия А. Луначарского, или эмпириокритическая критика в действии».